# 西宁城遗址
西宁城遗址，位于中国甘肃省会宁县，为一个省级文物保护单位，类型为古遗址。
西宁城遗址的历史年代为北宋。
老一辈人传有民谣:“吃土XIAN（意同锹），赶路边；羊打鼓，马摇铃，一夜赶到通GEI城（今会宁县大沟乡通安城），天亮还打了半个城”，是金人被宋攻打的背景。20世纪90年代修312国道，国道穿城而过，加之城内外为耕地，对城墙造成比较大的伤害。